# Brandon De León
Brandon Andrés De León Ramos  (nac. San Andrés Sajcabajá, Quiché, Guatemala; 30 de septiembre de 1993) es un jugador de fútbol que actualmente milita en el club Club Deportivo Cobán Imperial.

## Trayectoria
Brandon de Léon hizo su debut con Deportivo Marquense, ha jugado en Comunicaciones de la Liga Nacional de Guatemala.

## Clubes
| Club                                           | País      | Año           |
| ---------------------------------------------- | --------- | ------------- |
| Club Deportivo Marquense                       | Guatemala |               |
| Comunicaciones Fútbol Club                     | Guatemala | 2015-2017     |
| Club Social y Deportivo Xelajú Mario Camposeco | Guatemala | 2017-2018     |
| Club Social y Deportivo Municipal              | Guatemala | 2018-2021     |
| Fútbol Club Santa Lucía Cotzumalguapa          | Guatemala | 2021          |
| Club Deportivo Cobán Imperial                  | Guatemala | 2022-Presente |